# Uruçuca (ort)
Uruçuca är en ort i Brasilien.   Den ligger i kommunen Uruçuca och delstaten Bahia, i den östra delen av landet, 900 km öster om huvudstaden Brasília. Uruçuca ligger 95 meter över havet och antalet invånare är 24 409.
Terrängen runt Uruçuca är huvudsakligen platt, men norrut är den kuperad. Uruçuca är det största samhället i trakten.
I omgivningarna runt Uruçuca växer i huvudsak städsegrön lövskog. Runt Uruçuca är det ganska glesbefolkat, med 27 invånare per kvadratkilometer.